# Володимирівка (Троянівський район)
Володимирівка (рос. Владимировка, пол. Włodzimierzówka) — колишній хутір у Руднє-Городищенській сільській раді Троянівського району Волинської округи Української СРР.

## Населення
Наприкінці 19 століття в поселенні проживало 107 осіб, дворів — 19, у 1906 році — 109 мешканців, дворів — 19.

## Історія
Наприкінці 19 століття — село Троянівської волості Житомирського повіту, за 26 верст від повітового міста.
У 1906 році — урочище Троянівської волості (6-го стану) Житомирського повіту Волинської губернії. Відстань до повітового центру м. Житомир становила 26 верст, від волосного центру містечка Троянів — 8 верст. Найближче поштово-телеграфне відділення розміщувалося в Житомирі.
У 1923 році включений до складу новоствореної Руднє-Городищенської сільської ради, яка, 7 березня 1923 року, увійшла до складу новоутвореного Троянівського району Житомирської округи.
Знятий з обліку населених пунктів до 1 жовтня 1941 року.